# St. Georg (Bocholt)

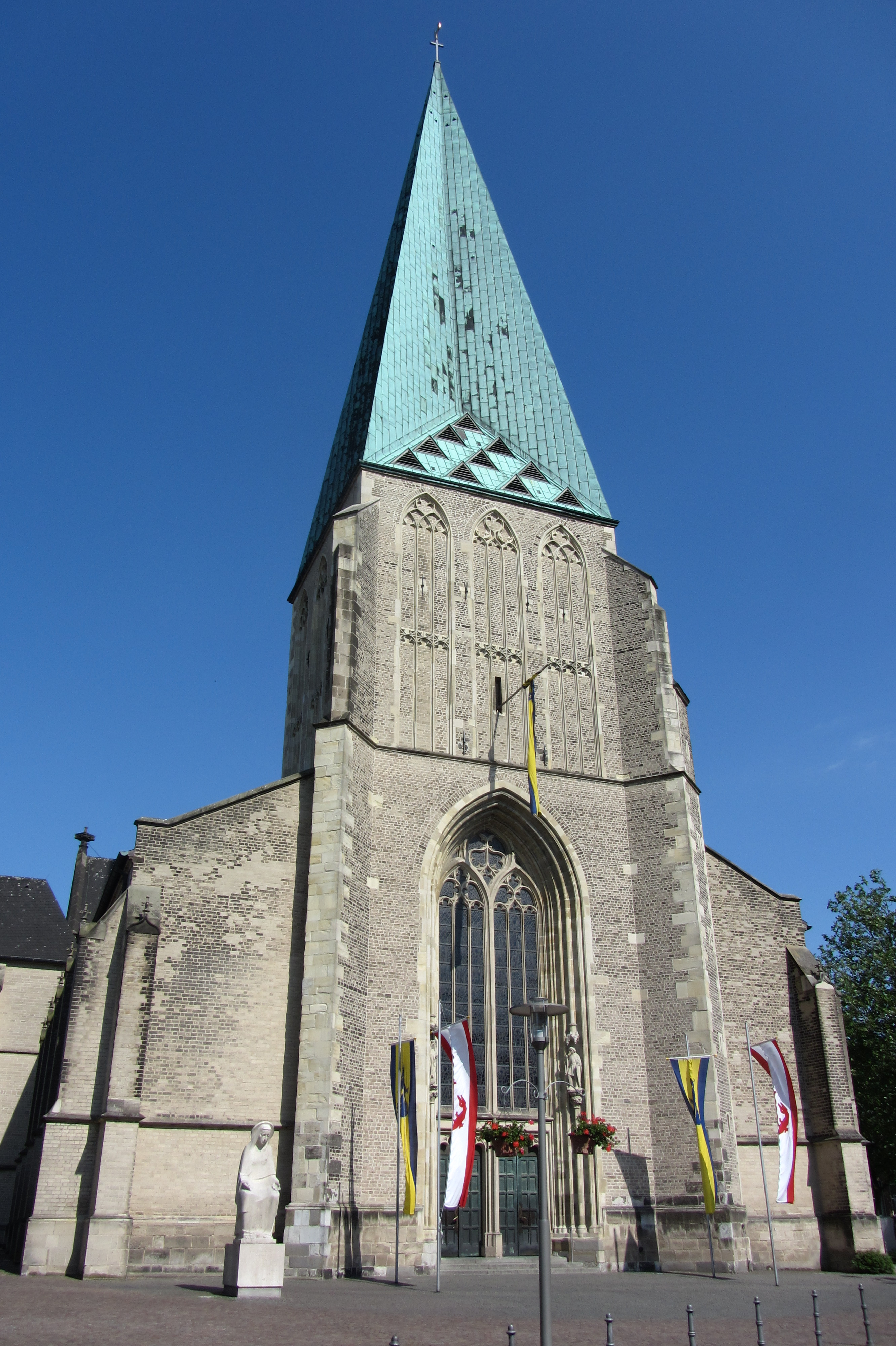
St. Georg, Blick auf das Turmportal mit der modernen Pyramidenhaube von Rudolf Schwarz, 1958, vor der Turmfassade die Marienstatue von Wilhelm Hanebal, 1957

Die römisch-katholische Kirche St. Georg ist eine gotische Hallenkirche des 15. Jahrhunderts und die Hauptkirche der westfälischen Stadt Bocholt. Neben dem Historischen Rathaus gilt sie als Wahrzeichen der Stadt. Ältestes und bedeutendstes Ausstattungsstück ist das Bocholter Kreuz, ein gotisches Gabelkruzifix aus dem frühen 14. Jahrhundert, das bis heute Zentrum einer regionalen Wallfahrt ist.

## Geschichte

### Erste Kirchen
Bereits im 8. Jahrhundert begann die Missionierung der Sachsen um Bocholt zunächst durch Bernhard von Utrecht. Der Missionar Liudger, der von Karl dem Großen entsandt war, setzte die Bekehrung fort. Eine erste Holzkirche wurde bereits um das Jahr 800 hier errichtet. Im 11. Jahrhundert wurde der Holzbau durch eine Steinkirche ersetzt, die wiederum im 13. Jahrhundert einem spätromanischen Bau wich, dessen Fundamente sich noch unter der heutigen Kirche befinden.

### Gründung und frühe Jahre von St. Georg
Am 15. April 1415 erfolgte die Grundsteinlegung für den spätgotischen Bau der heutigen Hallenkirche. Am 8. April 1455 erhielt die Kirche durch den Vikar des Bischofs von Moers das Patrozinium des heiligen Georg, des Schutzpatrons der Stadt Bocholt. Mit dem Bau des Turmes an der Westseite der Kirche wurde am 19. Juni 1472 begonnen, er wurde 1486 fertiggestellt.
1503 wurde der Kupferstecher Israhel van Meckenem der Jüngere in St. Georg beigesetzt.

### Zerstörung und Wiederaufbau

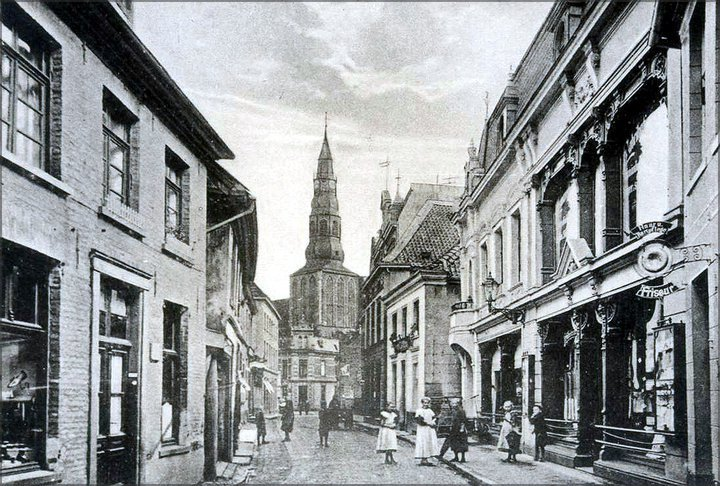
Blick auf St. Georg mit der „Päperbüsse“, dem barocken Turmhelm von Johann Neher, Aufnahme vom Ende des 19. Jahrhunderts

Das Dach des Turmes wurde am 5. Mai 1593 durch einen Blitzschlag zerstört und im Anschluss durch eine achteckige Turmspitze ersetzt. Auch diese Spitze wurde durch Blitzschlag am 12. Januar 1745 vernichtet und in den Jahren 1749–1750 durch eine, im Volksmund als Päperbüsse („Pfefferbüchse“) bekannte, barocke Turmhaube ersetzt. Ihr Baumeister war der Architekt Johann Neher aus Sonthofen im Hochstift Augsburg.
Im Zweiten Weltkrieg wurde die Stadt Bocholt durch einen britischen Bomberangriff am 22. März 1945 fast vollständig zerstört, von der Georgskirche blieben nur die Grundmauern. Im Jahre 1948 wurde mit dem Wiederaufbau begonnen, Weihnachten 1950 fand die erste Messe in der Kirche statt. Das heutige Kupferdach des Turmes wurde 1958 nach einem Entwurf des Architekten Rudolf Schwarz fertiggestellt. Das Kreuz und den Hahn auf der Turmspitze entwarf Joseph Jaekel. 1979/1980 erfolgte auf der Nordseite der Anbau einer neuen Sakristei und einer Schatzkammer nach Plänen des Architekten Gottfried Böhm.

## Gebäude und Ausstattung

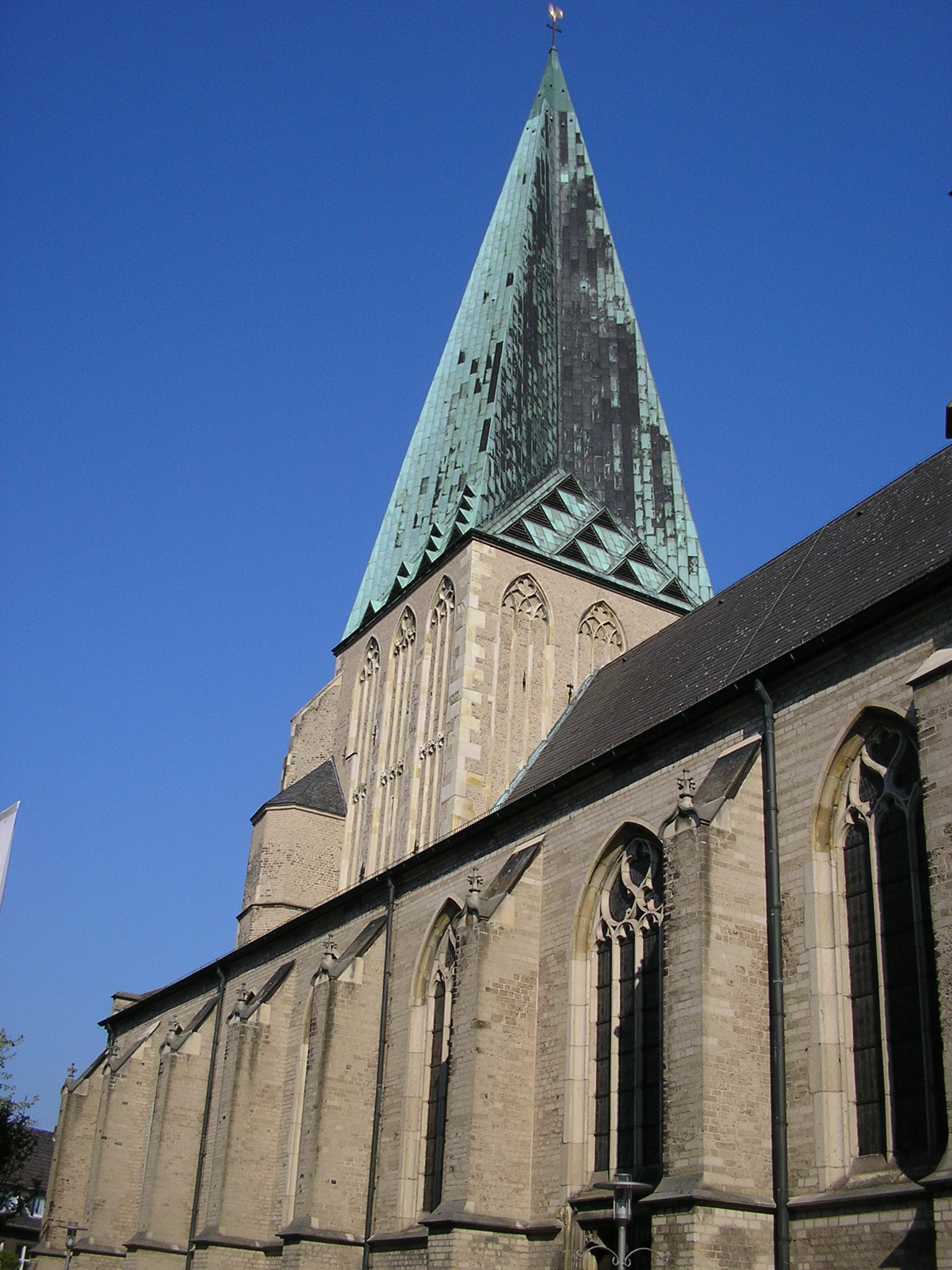
Blick auf das südliche Seitenschiff

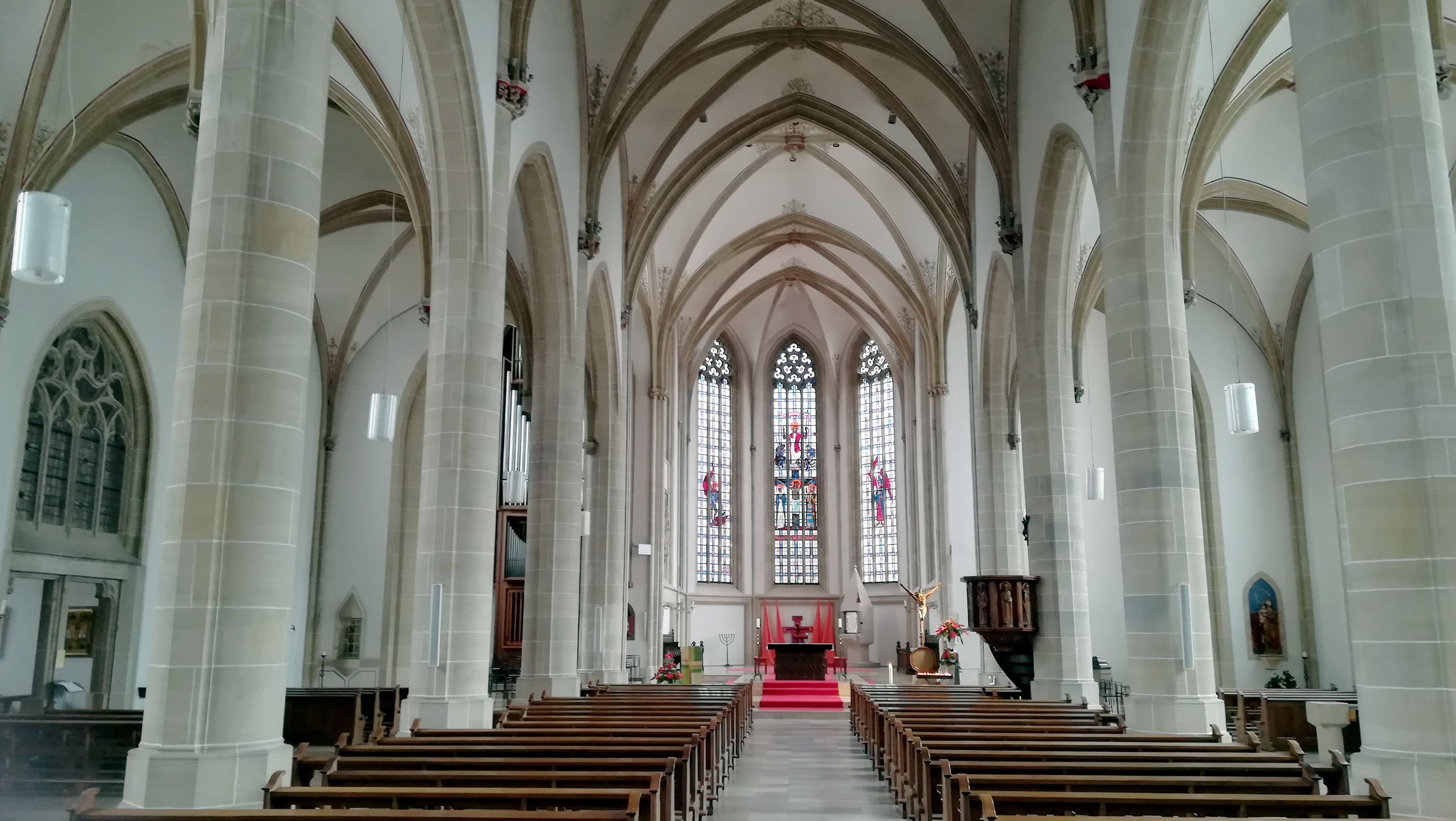
Innenraum

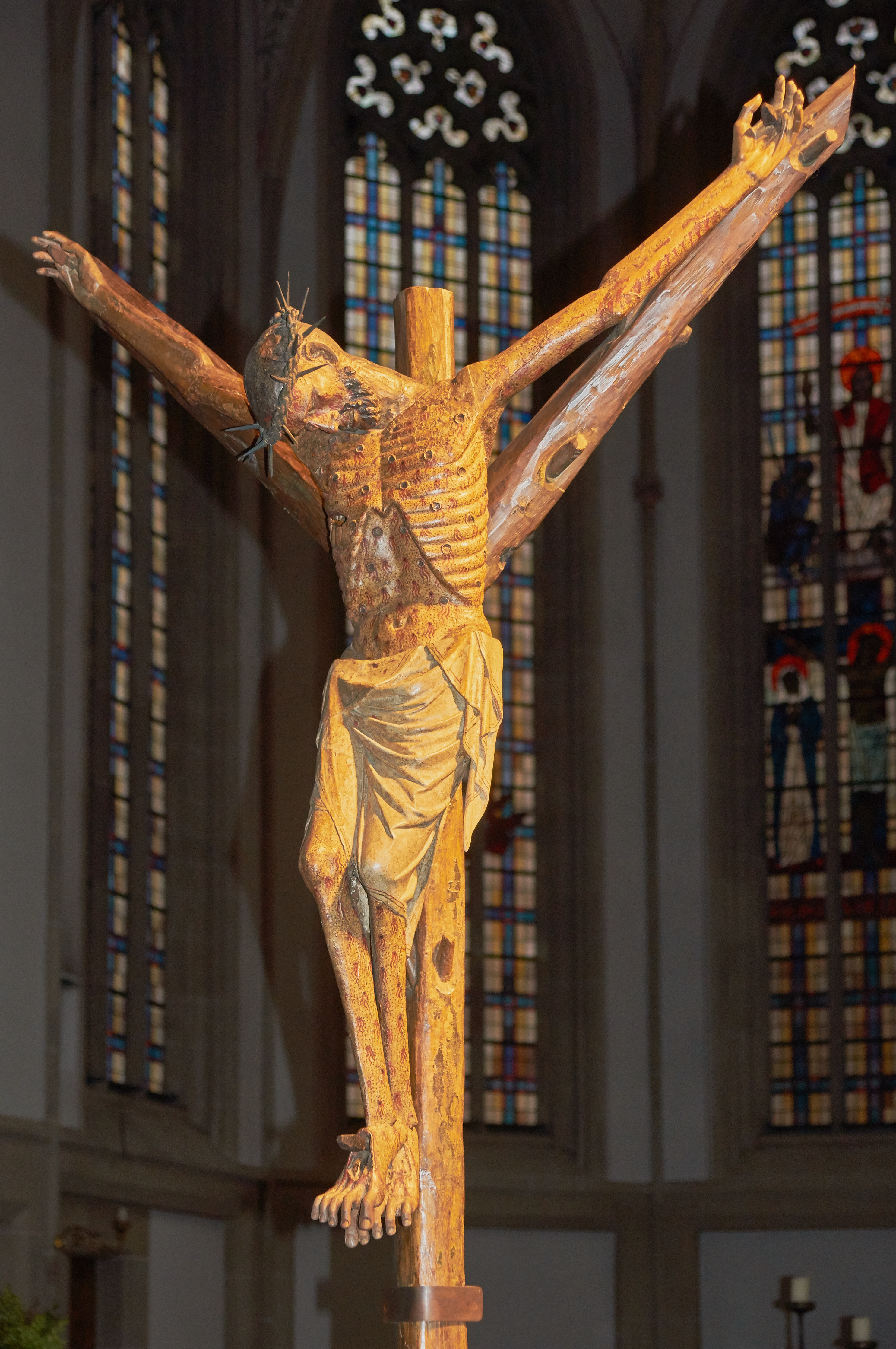
Bocholter Kreuz

Vor der Kirchturmfassade steht eine 2,60 m hohe Marienfigur von Wilhelm Hanebal ohne Christusfigur, zum Gedenken an die Mütter, die ihre Söhne im Krieg verloren hatten. Über dem Turmeingang sieht man zwei Heiligenfiguren: Links der hl. Ludgerus und rechts der hl. Georg. Der heutige Kirchturm ist bis zum Hahn ungefähr 68 m hoch und mit 2500 Kupferplatten eingedeckt. Das westliche Kirchenfenster über dem Turmeingang zeigt die bildliche Darstellung der leiblichen Aufnahme Mariens in den Himmel und stammt aus dem Jahre 1953.
Die Außenhaut des Gemäuers besteht teils aus Sandstein, Seitenwände und Mauerecken teils, besonders in der Westfassade, aus Tuffstein. Der Innenraum ist etwa 59 m lang und im Hauptschiff rund 23 m breit. Das Gewölbe des Hauptschiffs ist rund 16 m, die Gewölbe der Seitenschiffe sind etwa 12 m hoch.
An der Wand sind zwei kleine Sandsteinfiguren zu sehen. Beide Figuren und auch eine Prophetenfigur im unteren Treppenhaus des Sakristeieingangs stammen aus neugotischen Altären, die der Bocholter Bildhauer Theodor Stracke für die Kirche schuf. Die in der Westwand eingelassene vierte Kreuzwegstation stammt von Gerd Brüx aus Kleve. An der südlichen Kirchenwand ist ein Grabes-Christus aus der Brabender-Schule des 16. Jahrhunderts zu sehen. An dem rechten vorderen Turmpfeiler befindet sich eine Bronzetafel, die an Israhel van Meckenem erinnert. Die Marienfigur in der Südecke des Seitenschiffs stammt aus dem 16. Jh. und wurde 1985 erworben. Die Holzkanzel im Mittelschiff an der Säule wurde von dem Bocholter Künstler Hermann Schlatt geschaffen und war 1952 eine  Stiftung des Bocholter Stadtrats.
In der Vierung hängt das älteste Bildwerk der St.-Georg-Kirche, das sogenannte Bocholter Kreuz. Es stammt aus dem Anfang des 14. Jahrhunderts, ist noch im Original erhalten und wurde nach dem Vorbild des Kreuzes in Maria im Kapitol in Köln geschaffen. Der Legende nach trat 1315 am Ostermontag Blut aus dem Kreuz und floss auf das Gewand einer Frau. Im Zentrum steht der Altar. Er wurde in den 60er Jahren von Hubert Teschlade aus Münster-Nienberge geschaffen und zeigt in der Bronzeverkleidung
Ähren, Weinstöcke mit Wurzeln und eine Dornenkrone. Den Ambo und die schwarzen
Stühle schuf Gottfried Böhm in einer Gestaltung aus schwarzen Rohren. Das Gemälde beim Taufbrunnen wurde um 1600 geschaffen. Der Tabernakel wurde 1977 von Gottfried Böhm als ein Sakramentshäuschen mit Zeltdach gestaltet. Der silberne Tabernakelschrein mit der Verkündigungsszene stammt aus dem ehemaligen Hochaltar. Gegenüber vom Tabernakel ist der Grundstein eingelassen. In lateinischer Sprache wird der Baubeginn der gotischen Kirche auf den 15. April 1415 datiert.
Die Chorfenster stammen aus der Zeit des Wiederaufbaus. In der Mitte sind eine Kreuzigungsszene und darüber die Auferstehung Jesu, im linken Seitenfenster ist der hl. Georg, im rechten Chorfenster der Erzengel Michael zu sehen.
Im Chor hängen vier Sandsteinfiguren an der Wand, geschaffen von Theodor Stracke. Es sind die vier Patrone der Kirchenmusik, der hl. Ambrosius, König David, die hl. Cäcilia und Gregor der Große. Darunter steht ein Chorgestühl aus der Neugotik, welches 1985 an diesem Platz angebracht wurde. Rechts unterhalb des Orgelprospektes hängt eine Figur des hl. Laurentius von Brindisi. Die Figur wurde von Johannes Paschker aus Oeding erschaffen und stammt aus dem Bocholter Kapuzinerkloster.
Bei der Seitentüre steht eine Figur des hl. Georg, des Patrons der Kirche und der Stadt Bocholt, aus dem fränkisch-schwäbischen Raum um 1480. Sie wurde 1986 erworben. Über der Seitentür ist der Grundstein von 1980 eingelassen. In der Schatzkammer oberhalb der neuen Sakristei werden Gegenstände zum gottesdienstlichen Gebrauch aus dem Nachlass von Kardinal Melchior von Diepenbrock ausgestellt.
Die heutige Kreuzwegkapelle war bis zum Anbau der neuen Sakristei der Nordeingang der Kirche, ist heute der Anfangs- und Endpunkt der 14 neugotischen Kreuzwegstationen, die sich auf den ganzen Kirchenraum verteilen. Das Bronzekreuz der Kapelle stand zuvor in den 60er-Jahren im Altarraum. Die Pietà stammt aus dem 16./17. Jh. und wurde 1982 angekauft. Am linken vorderen Turmpfeiler hängt eine Holzfigur des hl. Crispinus und am linken hinteren Turmpfeiler eine Figur des hl. Antonius.
In der Marienecke im hinteren Bereich des nördlichen Seitenschiffes befinden sich eine Marienfigur mit Kind aus dem ersten Viertel des 15. Jahrhunderts und eine gerahmte Urkunde aus dem Jahr 1933, die an das 200-jährige Jubiläum der Fußwallfahrt nach Kevelaer erinnert.

## Orgel

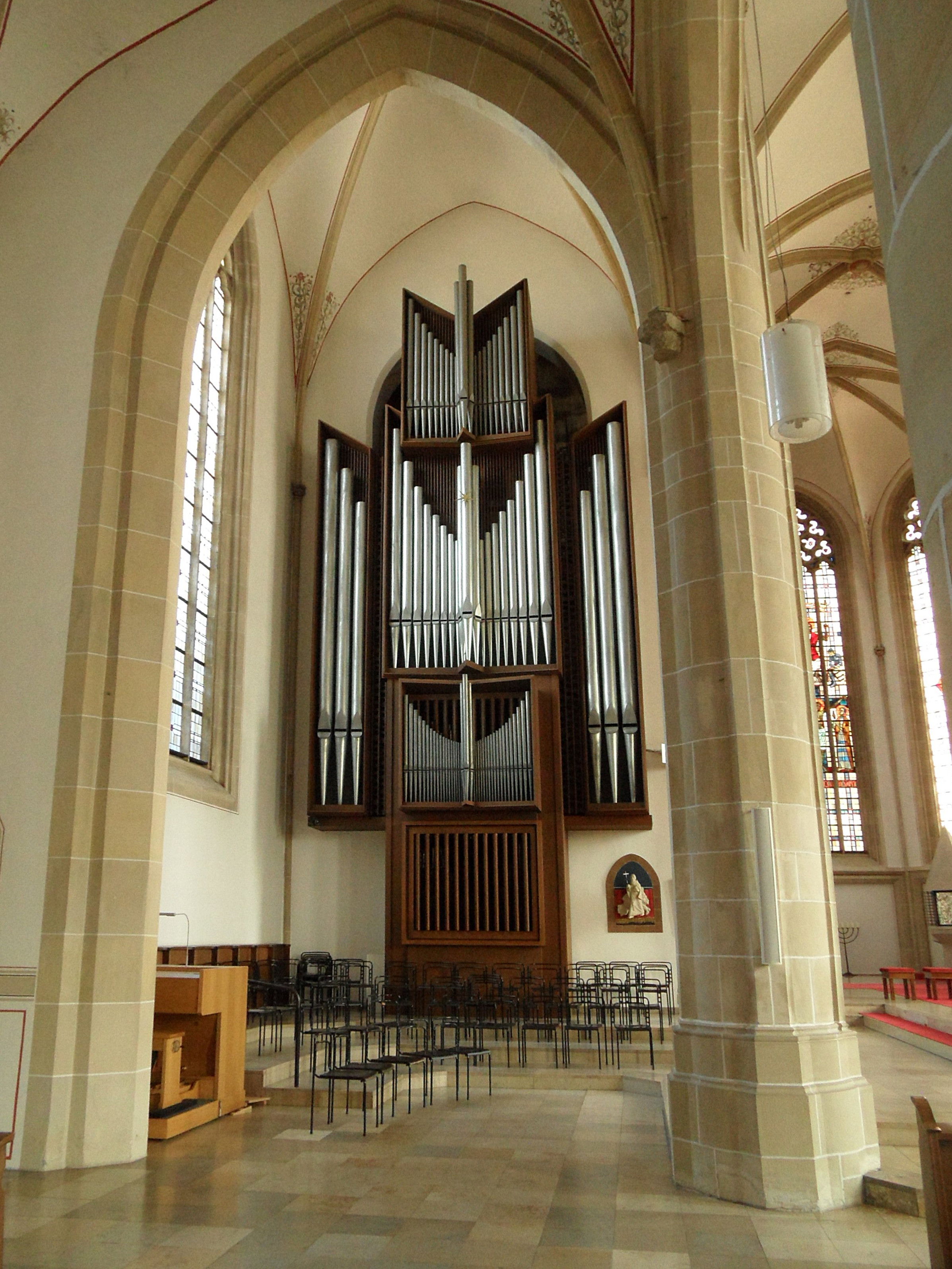
Blick auf die Orgel

Die große Orgel an der Ostwand des nördlichen Querhauses von St. Georg wurde 1950 von Franz Breil (Dorsten) erbaut und 1977 erweitert. Im Jahre 2013 wurde die Orgel von der Orgelbaufirma Fleiter (Münster-Nienberge) restauriert und die Disposition um vier Register und drei Effektregister erweitert. Das Schleifladen-Instrument, das die größte Orgel in Bocholt ist, hat heute 53 Register, drei Manuale und Pedal. Die Spiel- und Registertrakturen sind elektrisch. Das Instrument hat einen fahrbaren Spieltisch.
| I Hauptwerk C–g3 |            |         |
| 1.               | Prinzipal  | 16′     |
| 2.               | Quintade   | 16′     |
| 3.               | Oktave     | 08′     |
| 4.               | Rohrflöte  | 08′     |
| 5.               | Quinte     | 05 1⁄3′ |
| 6.               | Oktave     | 04′     |
| 7.               | Gemshorn 0 | 04′     |
| 8.               | Oktave     | 02′     |
| 9.               | Nachthorn  | 02′     |
| 10.              | Mixtur VI  | 01 ⁄3′  |
| 11.              | Zimbel III | 01⁄2′   |
| 12.              | Trompete   | 16′     |
| 13.              | Trompete   | 08′     |

| II Oberwerk C–g3 |                   |        |
| 14.              | Prinzipal         | 08′    |
| 15.              | Spitzflöte        | 08′    |
| 16.              | Oktave            | 04′    |
| 17.              | Gedacktflöte      | 04′    |
| 18.              | Oktave            | 02′    |
| 19.              | Nasat             | 01 ⁄3′ |
| 20.              | Oktave            | 01′    |
| 21.              | Sesquialtera II 0 | 02 ⁄3′ |
| 22.              | Scharff VI        | 01′    |
| 23.              | Dulzian           | 16′    |
| 24.              | Schalmey          | 08′    |

| III Schwellwerk C–g3 |             |         |      |
| 25.                  | Bordun      | 16′     | 2013 |
| 26.                  | Holzflöte   | 08′     |      |
| 27.                  | Bordun      | 08′     | 2013 |
| 28.                  | Quintade    | 08′     |      |
| 29.                  | Gamba       | 08′     |      |
| 30.                  | Schwebung 0 | 08′     |      |
| 31.                  | Praestant   | 04′     |      |
| 32.                  | Querflöte   | 04′     |      |
| 33.                  | Nasat       | 02 ⁄3′  |      |
| 34.                  | Schwiegel   | 02′     |      |
| 35.                  | Terz        | 01 3⁄5′ |      |
| 36.                  | Sifflöte    | 01′     |      |
| 37.                  | Mixtur V    | 02′     |      |
| 38.                  | Basson      | 16′     |      |
| 39.                  | Hautbois    | 08′     |      |
| 40.                  | Clairon     | 04′     |      |
|                      | Tremulant   |         |      |

| Pedal C–g1 |                 |       |      |
| 41.        | Großbordun      | 32′ 0 | 2013 |
| 42.        | Untersatz       | 32′   |      |
| 43.        | Prinzipalbass 0 | 16′   |      |
| 44.        | Subbass         | 16′   |      |
| 45.        | Oktave          | 08′   |      |
| 46.        | Gedackt         | 08′   |      |
| 47.        | Oktave          | 04′   |      |
| 48.        | Nachthorn       | 02′   |      |
| 49.        | Mixtur VI       | 02′   |      |
| 50.        | Bombarde        | 32′   | 2013 |
| 51.        | Posaune         | 16′   |      |
| 52.        | Trompete        | 08′   |      |
| 53.        | Trompete        | 04′   |      |

- Koppeln: II/I, III/I, III/II, I/P, II/P, III/P
- Effektregister:  Glockenspiel, Nachtigall, Zimbelstern
- Spielhilfen: elektronische Setzeranlage mit 4000 Kombinationen, Crescendowalze.

## Glocken
Von den heutigen Glocken sind zwei im Jahre 1950 aus den Trümmern der im Zweiten Weltkrieg zerstörten Glocken aus dem 18. Jahrhundert gegossen worden. Die alten Glocken waren ein Guss von Jean Petit.
| Nr. | Name           | Gussjahr | Gießer                  | Ø (cm) | Gewicht (kg) | Nominal (16tel) | Inschrift                                                           |
| --- | -------------- | -------- | ----------------------- | ------ | ------------ | --------------- | ------------------------------------------------------------------- |
| 1   | Hl. Geist      | 1989     | Petit & Gebr. Edelbrock | 153    | 2350         | c1 - 9          |                                                                     |
| 2   | Hl. Kreuz      | 1989     | Petit & Gebr. Edelbrock | 132    | 1550         | es1 - 8         | O CRUX, AVE, SPES UNICA (O Kreuz, sei gegrüßt, du einzige Hoffnung) |
| 3   | Georg          | 1950     | Petit & Gebr. Edelbrock | 118    | 1000         | f1 - 8          |                                                                     |
| 4   | Michael        | 1950     | Petit & Gebr. Edelbrock | 103    | 700          | g1 - 8          |                                                                     |
| 5   | Maria          | 1959     | Petit & Gebr. Edelbrock | 85     | 400          | b1 - 8          |                                                                     |
| 6   | Dreifaltigkeit | 2000     | Petit & Gebr. Edelbrock |        | 270          | c2              | Ehre sei dem Vater, dem Sohn und dem Heiligen Geist                 |
| 7   | Hl. Ludgerus   | 2000     | Petit & Gebr. Edelbrock |        | 150          | es2             | Heiliger Ludgerus bitte für uns                                     |